# دايفيد نورمان
دايفيد نورمان (بالإنجليزية: David Norman)‏ هو فيزيائي وعالم طيور بريطاني، ولد في 1949.